# Soloveckij logor
Soloveckij logor (rus. Соловецкий лагерь особого назначения); (СЛОН); je zatvorenički logor u bivšem Sovjetskom Savezu odnosno sovjetskoj Rusiji. Nalazio se u sjevernom dijelu Rusije, na Soloveckim otocima u Onješkom zaljevu.
Prema ruskom prozaistu Aleksandru Solženjicinu, Soloveckij logor je bio matica zatvoreničkog sustava GULAG u kojem je poginulo nekoliko milijuna sovjetskih građana i drugih zarobljenika. U Soloveckom logoru stradali su deseci tisuća ljudi, a konačan broj žrtava do danas nije precizno utvrđen. Između ostalih žrtava stradao je veliki broj ruskih i ukrajinskih intelektualaca. Stradavanja su posebno značajna za Staljinovo razdoblje na prijelazu s 1920-ih na 1930-te godine.

## Povijest logora
Na mjestu Soloveckog logora prethodno se nalazio poznati Soloveckij manastir pod rukovodstvom Ruske pravoslavne crkve. Kompletan kraj simbolizirao je sigurno utočište u razdobljima ratova s Tatarima, Turcima i drugim narodima ruskog okruženja. Duhovno-humanitaran karakter Solovjeckog manastira u Ruskom Carstvu, dekretom Vladimira Lenjina, u Sovjetskom Savezu je prenamijenjen u zatvorenički logor.

## Vanjske poveznice
- Forced Labor Camps - Open Society Archives (eng.)  Arhivirana inačica izvorne stranice od 10. studenoga 2012. (Wayback Machine)
- Соловецкий Лагерь Особого Назначения (СЛОН) (rus.)
- СОЛОВЕЦЬКА ТРАГЕДІЯ: НЕПОМІЧЕНА РІЧНИЦЯ (ukr.)